# Carl Dorius Johannes Fuchs
Carl Dorius Johannes Fuchs (Potsdam, 22 d'octubre del 1838 - Danzig, 27 d'agost del 1922) fou un pianista i musicòleg alemany. Era germà del també músic i compositor Julius Fuchs.
Ensems als cursos de la Facultat de Teologia de Berlín, va estudiar música amb Hans von Bülow, que durant cinc anys li va donar lliçons gratuïtes. Posteriorment va ser deixeble de Carl Friedrich Weitzman, Friedrich Kiel i més endavant va publicar un interessant estudi, Betrachtungen mit und gegen Arthur Schopenhauer (Consideracions amb i contra Arthur Schopenhauer). El 1868 entrà com a mestre de l'Acadèmia de Kullak i l'any següent fou organista de l'església de Sant Nicolau de Stralsund.
El 1871 es va establir a Berlín com a concertista de piano, el 1875 va fundar una societat de música a Hirschberg i el 1879 es va traslladar a Danzig, on va dirigir el Danziger Gesangverein, i esdevenir mestre de música del seminari Victòria i organista de l'església de Sant Pere. El 1887 vasucceir a Markull com a crític musical de la Danziger Zeitung, que va adquirir extraordinària importància mercès a la seva col·laboració. Fuchs es distingí com a pianista per una intensitat d'expressió poc comuna i pel seu fraseig extremadament clar.
A banda de gran nombre d'articles de conferències analítiques, etc. va escriure:
- Ungleiche Verwandte unterden Neudeutschen (1868);
- Hellas, fragments per a piano sobre temes grecs moderns (1868);
- Virtuós und Dilettant, idees sobre l'ensenyança del piano, obra de poca extensió, però que donà lloc a grans polèmiques (1869);
- Präliminarien zu einer Kritik der Tonkunst (1870);
- Die Zukunft des musik, Vortrags (1884);
- Die Freiheit des musikalischen Vortrags (1885);
- Praktische Anleitung zum Pharasieren, en col·laboració amb Hugo Riemann (1886);
- 50 Thesen zur Verständigung (1892);
- Künstler und Kritiker (1898;
- Takt und Rhytmus im Choral (1912).